# エバンス岬

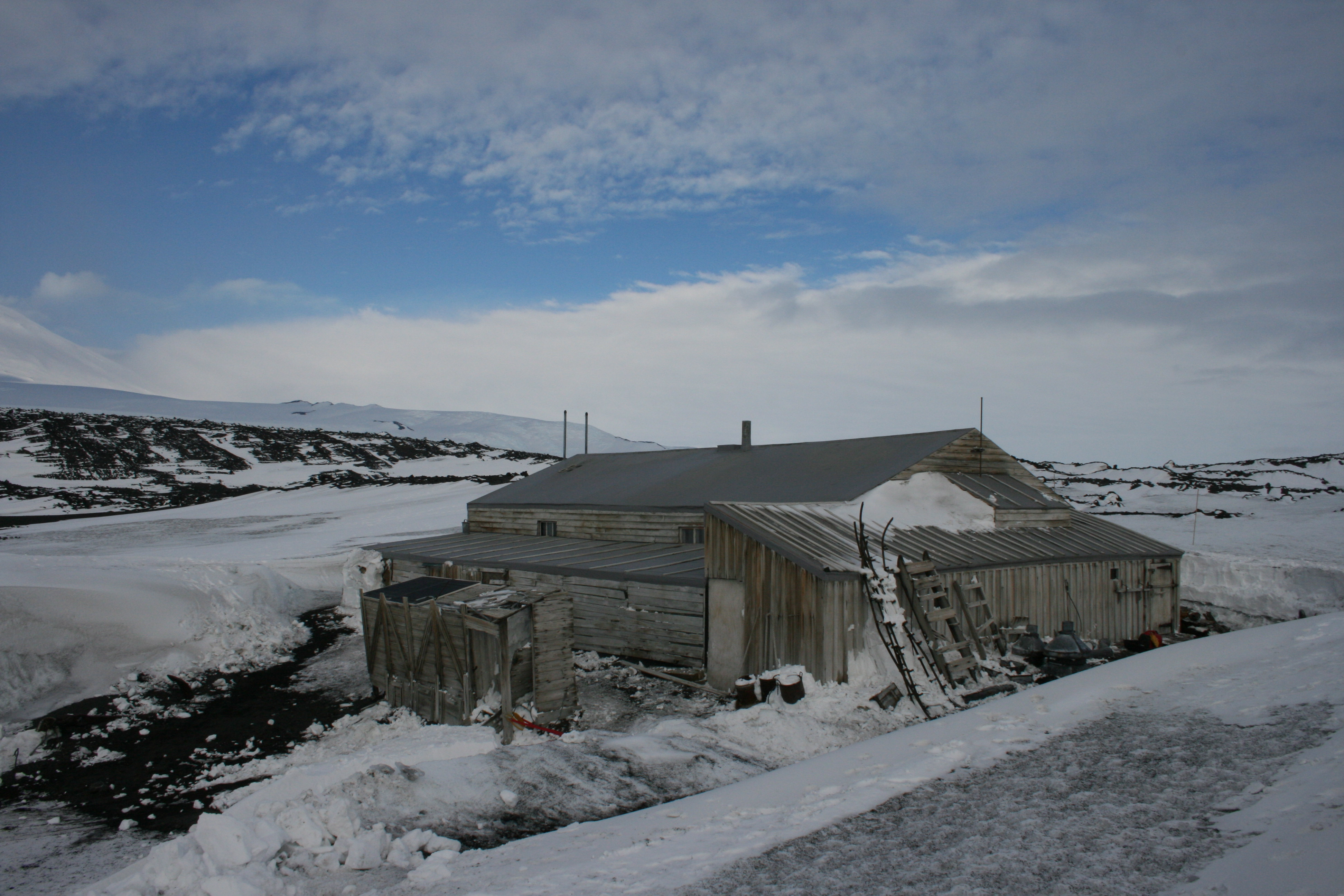
エバンス岬にあるScott's Hut

エバンス岬（Cape Evans）は南極大陸のロス島の西側にある岩がちな岬。en:Erebus Bayの北側の入口を形成している。

## 歴史
この岬はロバート・スコット率いるディスカバリー遠征の道中で発見され、トウゾクカモメから採って"Skuary"と名付けた。スコット二度目の遠征であるテラノバ遠征では、この岬に本拠となる建物を建て、遠征隊の副隊長であるイギリス海軍のエドワード・エヴァンズ大尉から採って岬を再び名付けなおした。この時建てた本拠は現存しており、en:Scott's Hutとして知られている。

### 南極史跡記念物

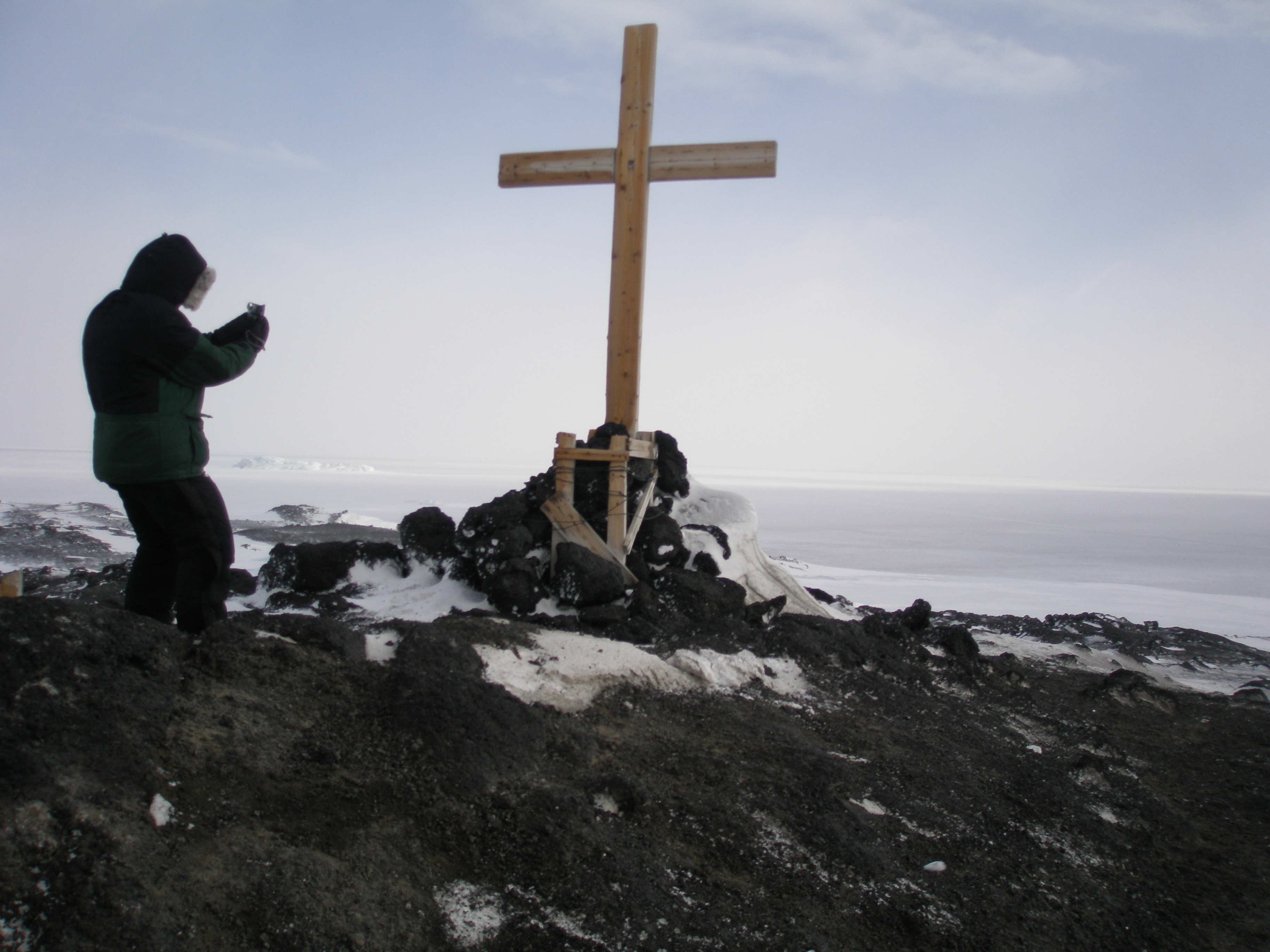
エバンス岬にあるMemorial cross

Scott's Hutは、南極条約の協議国の会議におけるニュージーランドとイギリスの提案に基づき、南極史跡記念物にHSM 16として登録されている。
アーネスト・シャクルトンの帝国南極横断探検隊の別動隊であるイニーアス・マッキントッシュ率いるロス海支隊（1914年-1917年）によって、1916年にこの近くで亡くなった同支隊の三人の隊員を追悼するために、エバンス岬のWind Vane Hillに十字架が立てられた。この十字架も、南極条約の協議国の会議におけるニュージーランドとイギリスの提案に基づき、南極史跡記念物にHSM 17として登録されている。
人類が南極で活動し始めたころ肝要だった場所の一つとして歴史的に重要である、という理由から、辺り一帯は南極特別保護地区 (ASPA) No.155として保護されている。